# Carl Sundquist
Carl Edward Sundquist (ur. 24 listopada 1961 w Indianapolis) – amerykański kolarz torowy i szosowy, srebrny medalista torowych mistrzostw świata.

## Kariera
Największym sukcesem w karierze Carla Sundquista było zdobycie wspólnie z Dirkiem Copelandem, Mariano Friedickiem i Adamem Laurentem srebrnego medalu w drużynowym wyścigu na dochodzenie podczas mistrzostw świata w Palermo w 1994 roku. W tej samej konkurencji zdobył również złoty medal na igrzyskach panamerykańskich w Indianapolis w 1987 roku. Rok później wystartował na igrzyskach olimpijskich w Seulu, gdzie wraz z kolegami był dziewiąty, a na rozgrywanych cztery lata później igrzyskach olimpijskich w Barcelonie był dwunasty indywidualnie. Ponadto dwukrotnie zdobywał mistrzostwo USA w kolarstwie torowym.